# Pseudophimosia sexlineata
Pseudophimosia sexlineata är en skalbaggsart som först beskrevs av Jean Baptiste Lucien Buquet 1859.  Pseudophimosia sexlineata ingår i släktet Pseudophimosia och familjen långhorningar. Inga underarter finns listade i Catalogue of Life.